# Noorderwijk
Noorderwijk (in het dialect in de provincie Nodderwaak genoemd) is een dorp in de Belgische provincie Antwerpen en een deelgemeente van de stad Herentals. Het ligt ten zuidwesten van Olen, waarmee het vergroeid is. Noorderwijk was een zelfstandige gemeente tot aan de gemeentelijke herindeling van 1977.
Tot het grondgebied van de deelgemeente Noorderwijk behoort ook Zandkapel. Zandkapel is tevens vergroeid met een andere deelgemeente van Herentals, namelijk Morkhoven.

## Geschiedenis
Oude benamingen luiden Northreuuic (974) en Noerderwyck (1286). In een oorkonde van 21 januari 974 geeft Keizer Otto II bezittingen in "Northreuuic" terug aan de monniken van de Sint-Baafsabdij in Gent. In 1241 wordt een Egidius, ridder van Noorderwyck vermeld. In de 13de en misschien in de 14de eeuw behoorde Noorderwijk toe aan het land van Geel. In 1583 werd het dorp tijdens het beleg van Westerlo verwoest door het Spaanse leger. De pest woedde er in 1624, 1634 en 1667. Van 1370 tot 1881 is de heerlijkheid nooit verkocht, maar steeds door erfenis overgedragen.
Noorderwijk was een zelfstandige gemeente tot einde 1976. Op dat moment had Noorderwijk een oppervlakte van 13,06 km² en telde ze 3609 inwoners.  Alhoewel de gemeente historisch en geografisch op Olen gericht was werd Noorderwijk toch deelgemeente van Herentals.

## Bezienswaardigheden

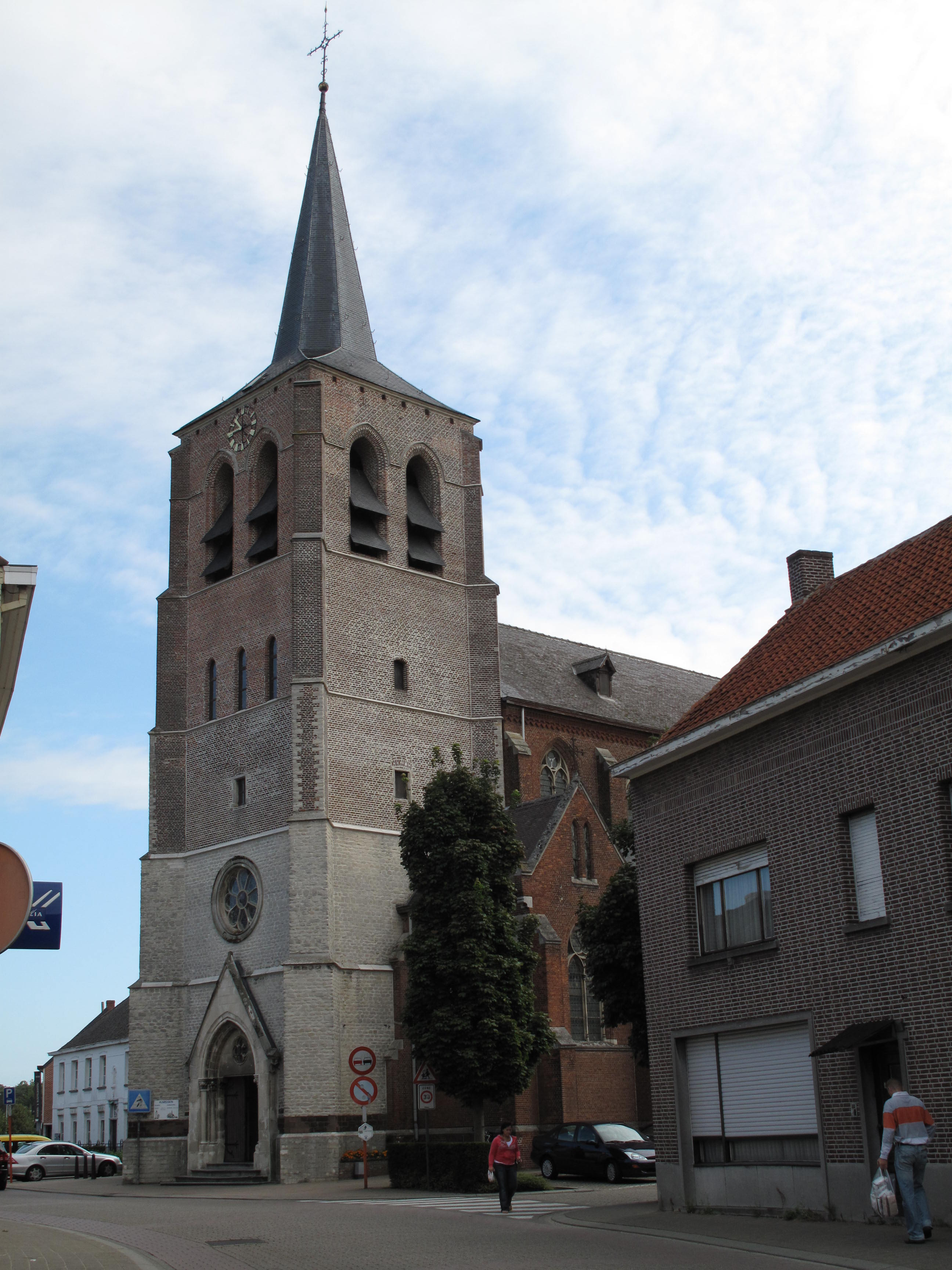
Noorderwijk, kerk

- De neogotische Sint-Bavokerk (1872-1873), met toren die uit het begin van de 15e eeuw dateert.
- In het gehucht De Zandkapel staat de Onze-Lieve-Vrouw-op-het-Zandkapel; de bouw van deze kapel begon in 1667 en eindigde acht jaar later, in 1675.
- De Onze-Lieve-Vrouw-ten-Troostkapel
- In het gehucht Schravenhage, op de Hoge Weg, staat de Hogewegmolen, een standaardmolen (houten windmolen), op deze plaats opgericht in 1841.
- Het Kasteel van Noorderwijk

## Demografische ontwikkeling
- Bronnen:NIS, Opm:1806 tot en met 1970=volkstellingen; 1976 = inwoneraantal op 31 december

## Politiek

### Geschiedenis

#### Lijst van burgemeesters
| Tijdspanne | Tijdspanne  | Burgemeester                                 |
| ---------- | ----------- | -------------------------------------------- |
|            | 1800 - 1807 | Henricus Heylen                              |
|            | 1808 - 1809 | Guibert Van Rompaey                          |
|            | 1809 - 1815 | Joannes De Bie                               |
|            | 1815 - 1836 | Jacobus Heylen                               |
|            | 1836 - 1861 | Franciscus Bouwen                            |
|            | 1861 - 1893 | Auguste de T'Serclaes (Kath.Partij)          |
|            | 1893 - 1895 | Dominicus Van Rompaey                        |
|            | 1896        | Jacobus Van Olmen                            |
|            | 1896 - 1910 | Karel Wouters                                |
|            | 1910 - ?    | Theodoor De Winter (waarnemend burgemeester) |
|            | ? - 1941    | Roger de Ghellinck d'Elseghem Vaernewyck     |
|            | 1941 - 1944 | Drijbooms (oorlogsburgemeester, VNV)         |
|            | 1944 - 1947 | Marie-Henriette Ghislaine Snoy d'Oppuers     |
|            | 1947 - 1958 | Louis de Ghellinck d'Elseghem Vaernewyck     |
|            | 1958 - 1968 | Jos Leirs (CVP)                              |
|            | 1969 - 1976 | Jef Meir                                     |

## Sport
Sinds 2022 wordt in Noorderwijk de wielerwedstrijd GP Yvonne Reynders verreden.

## Nabijgelegen kernen
Morkhoven, Olen-Centrum, Herentals